# パウル・アントケ
マリウス・パウル・アントケ（Marius Paul Antoche 、1992年6月21日 - ）は、ルーマニア・ヴァトラ・ドルネイ出身のプロサッカー選手。FCヘルマンシュタット所属。ポジションは、ミッドフィールダー。

## タイトル
CSバロテシュティ
- リーガIII: 2013-14

ペトロルル・プロイェシュティ
- リーガIII: 2017-18